# Berchemia zeyheri
Berchemia zeyheri är en brakvedsväxtart som först beskrevs av Otto Wilhelm Sonder, och fick sitt nu gällande namn av Valery Ivanovich Grubov. Berchemia zeyheri ingår i släktet Berchemia och familjen brakvedsväxter. Inga underarter finns listade i Catalogue of Life.